# Rabelais-Tonnellé
Rabelais-Tonnellé ou plus simplement Rabelais est un quartier français de la ville de Tours. Situé à l'ouest de la commune, il compte 6 142 habitants en 2020. Il est limité par la rue du Plat d’Étain au sud, la rue Saint-François et la commune de La Riche à l'ouest, la rue de l'Hospitalité au nord et enfin les rues Giraudeau et Champoiseau à l'est, tel que défini par l'Insee dans son partage de la commune en 22 IRIS.
À l'origine, l'emplacement du quartier actuel est occupé par des marécages et un ruisseau qui sert de voie navigable entre le Cher et la Loire. Aménagé à partir du XVIIe siècle avec l'installation de l'hôpital Bretonneau et du jardin botanique de Tours, il est ensuite progressivement urbanisé avec la construction de maisons mitoyennes. Il accueille ensuite l'Université de Tours qui compte deux campus sur le quartier. On y trouve surtout la faculté de médecine ainsi que des résidences universitaires. Largement populaire jusqu'au milieu du XXe siècle, le quartier est aujourd'hui surtout peuplé par des étudiants et familles relativement aisées.

## Histoire
Le quartier Rabelais a été urbanisé relativement anciennement. Il était auparavant l’emplacement de zones humides, notamment un marais et le ruau Sainte-Anne qui reliait le Cher et la Loire en créant une barrière entre la ville de Tours et l'actuelle commune de La Riche. Le ruisseau est canalisé au cours du XVe siècle et permet aux bacheliers de rejoindre les deux cours d'eau. Sa largeur atteint jusqu'à 58 mètres au nord du quartier Rabelais. L'aménagement du quartier est surtout dû à l'implantation de l'hôpital Bretonneau, qui commence à se développer à partir du XVIIe siècle, avec notamment l'installation de la chapelle Saint-Roch. Suivent l'assèchement des marécages puis le canal est comblé au début du XIXe et le jardin botanique de Tours aménagé sur son emplacement. On trouve ensuite dans le quartier des maisons individuelles de taille souvent modeste, et habituellement construites en briques ou moellons, parfois recouvertes de crép .

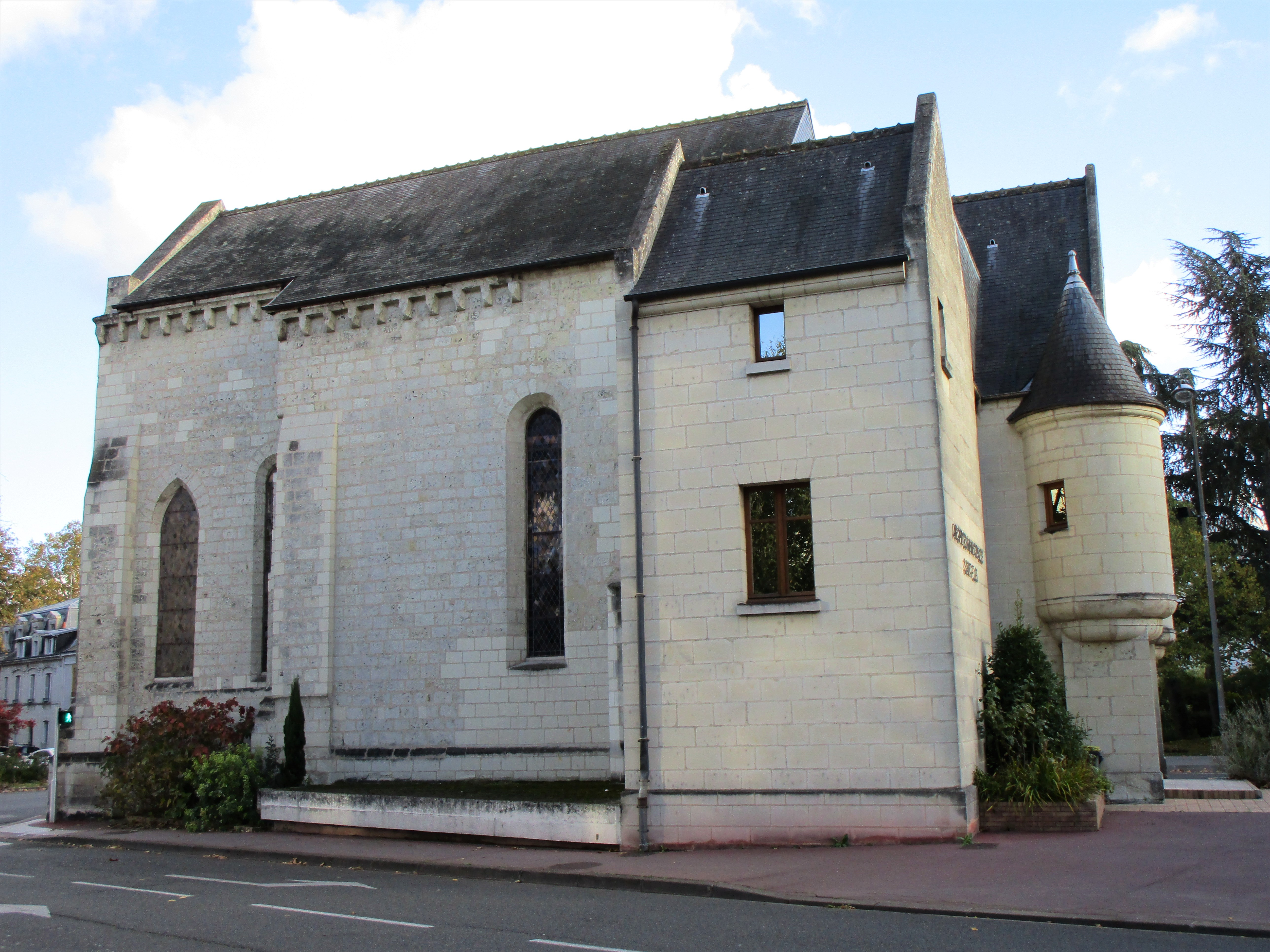
L'ancienne chapelle Saint-Éloi.

La brasserie Webel Saint-Éloi est créée en 1840 dans le quartier et jusqu'à 100 ouvriers produisent 80 000 hectolitres au début du XXe siècle. Le vaste complexe situé à l'extrémité ouest du boulevard Béranger comprend notamment une chapelle et une tour de 40 mètres de haut. En difficulté après la Seconde Guerre mondiale, elle est rachetée en 1960 et prend le nom de Saint-Éloi-Pantherpils. Elle est toutefois fermée en 1970 et les bâtiments tombent à l'abandon. Ces derniers sont rachetés par une banque en 1979 pour créer une opération immobilière. Ils sont finalement détruits en 1981, à l'exception de la chapelle qui est rachetée par Tours pour y installer ses archives municipales.
Au sortir de la Seconde Guerre mondiale, le quartier est surtout habité par des classes populaires, ouvriers et employés en tête, ainsi que par des retraités. Aujourd'hui, les ouvriers et employés ne représentent plus que 38 % des salariés, contre 51 % à l'échelle communale, et seuls 18 % de retraités contre 20 % à l'échelle nationale. La prédominance des cadres que montrent les statistiques de l'Insee témoigne d'un embourgeoisement assez récent du quartier,. Le développement de deux sites de l'Université de Tours dans le quartier, accompagnés de plusieurs résidences étudiantes, a également contribué à modifier la population locale.

## Conditions de vie

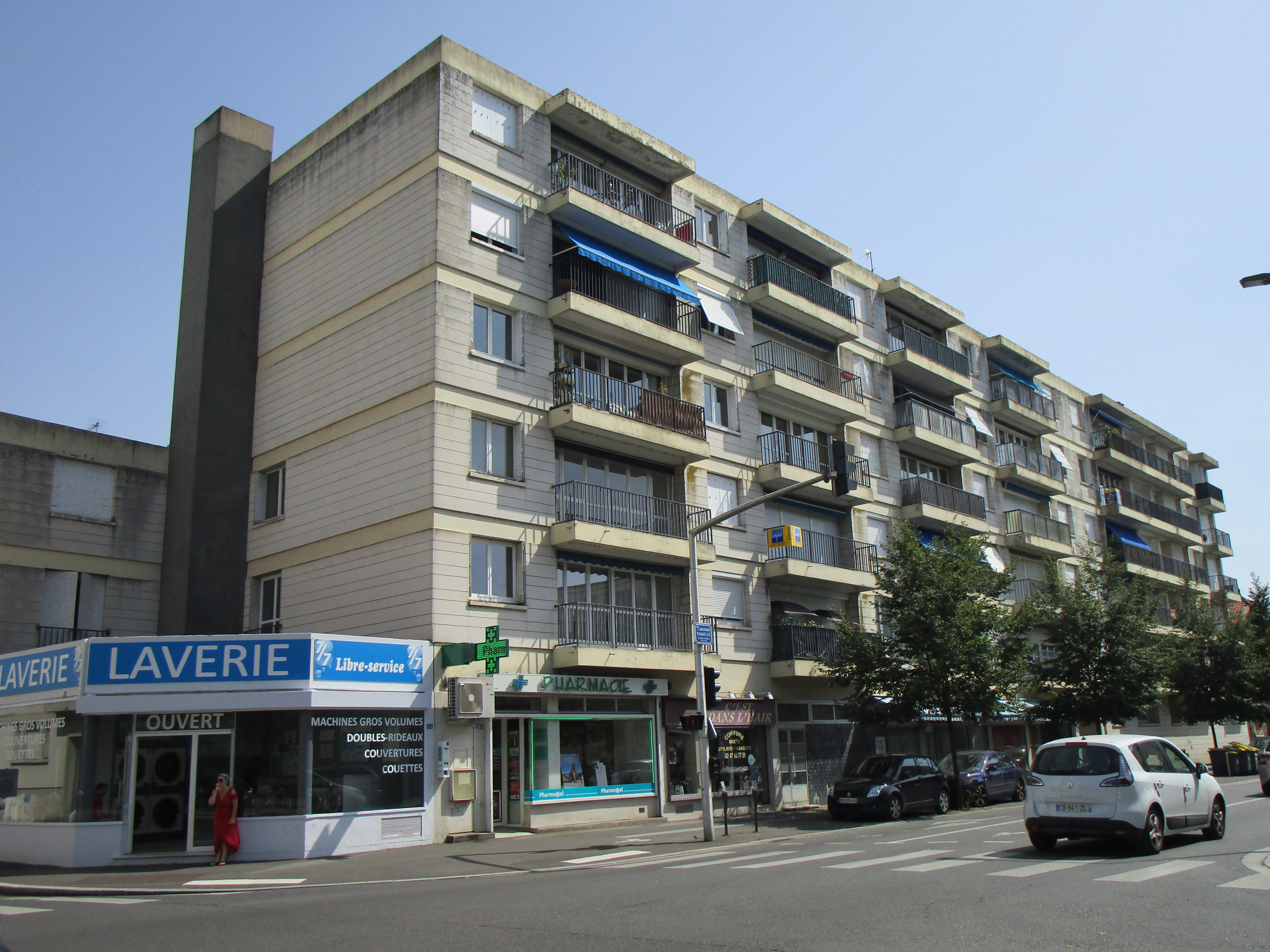
Immeuble au 30 boulevard Tonnellé.

Le quartier Rabelais-Tonnellé est un quartier de classes moyennes et supérieures. Seuls 13 % des logements du quartier sont à caractère social en 2009, contre 27 % pour l'ensemble de la commune. Les revenus moyens des habitants sont intermédiaires : 23 200 euros par an et par ménage en moyenne, soit environ 1 933 euros par mois et par ménage. Ce dernier contient en moyenne 1,7 personne. Le taux de chômage est inférieur à la moyenne communale, à 9 % contre 14 % en 2009. Près de 62 % des salariés du quartier sont des cadres et près de 33 % des habitants sont propriétaires de leur logement. Ces chiffres ne doivent cependant pas cacher une forte disparité interne, entre le secteur Rabelais et le secteur Tonnellé.

## Infrastructures

### Hôpital Bretonneau
L'hôpital Bretonneau est le plus ancien site du centre hospitalier régional universitaire de Tours alors que son développement a commencé dès le XVIIe siècle. Il est aussi le plus important de l'agglomération avec 812 lits sur un total de 2 000. Il occupe aujourd'hui une très importante partie du quartier avec de nombreux édifices de diverses époques, des centres de recherche médicaux et la faculté de médecine (campus Tonnellé). Certains bâtiments de l'hôpital sont inscrits au titre de monuments historiques depuis le 21 octobre 1992.

### Jardin botanique

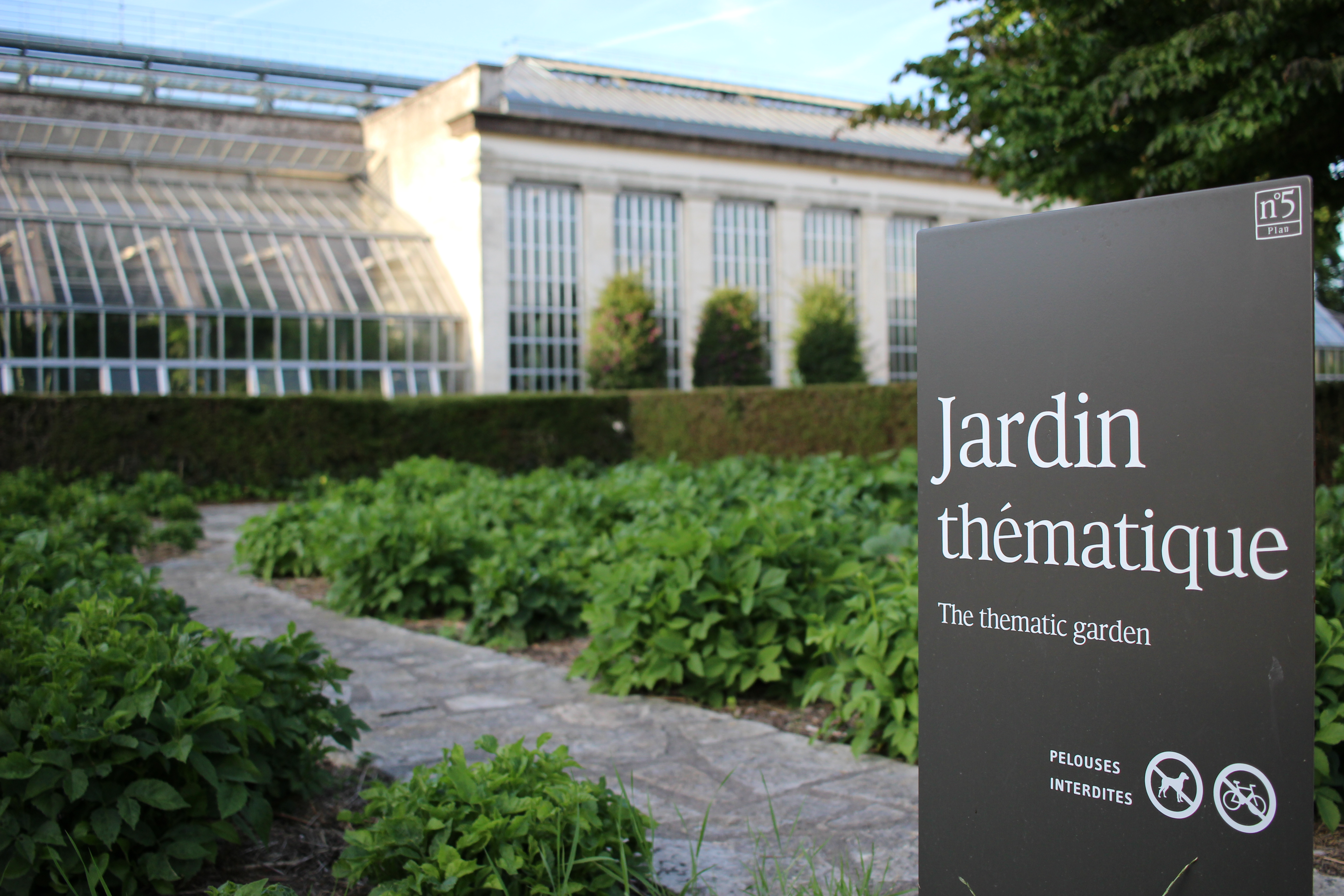
Le jardin botanique de Tours.

Le jardin botanique de Tours a été créé dans le quartier entre 1831 et 1843 sur une ancienne zone humide auparavant traversée par le ruisseau Sainte-Anne. Implanté sur cinq hectares, il fait directement face à l'hôpital Bretonneau. On y trouve notamment une serre, des espèces végétales exotiques et quelques animaux en captivité.

### Autres infrastructures
On trouve quelques autres infrastructures et services publics dans le quartier. La « maison de la famille » abrite par exemple le siège de l'Union départementale des associations familiales, rue de Beaumont, sur l'extrémité sud du quartier. Le stade Tonnellé est également présent dans le quartier depuis son inauguration en 1924 sous le nom de « stade Rolland-Pilain » avant d'être rebaptisé Timbror et 1931, soit les noms de ses anciens sponsors.

## Économie et commerces
Le quartier compte quelques commerces, notamment dans  la place Rabelais et à l'espace commercial Tonnellé présent au cœur du secteur du même nom, sur la place Jean Bouin.

## Éducation

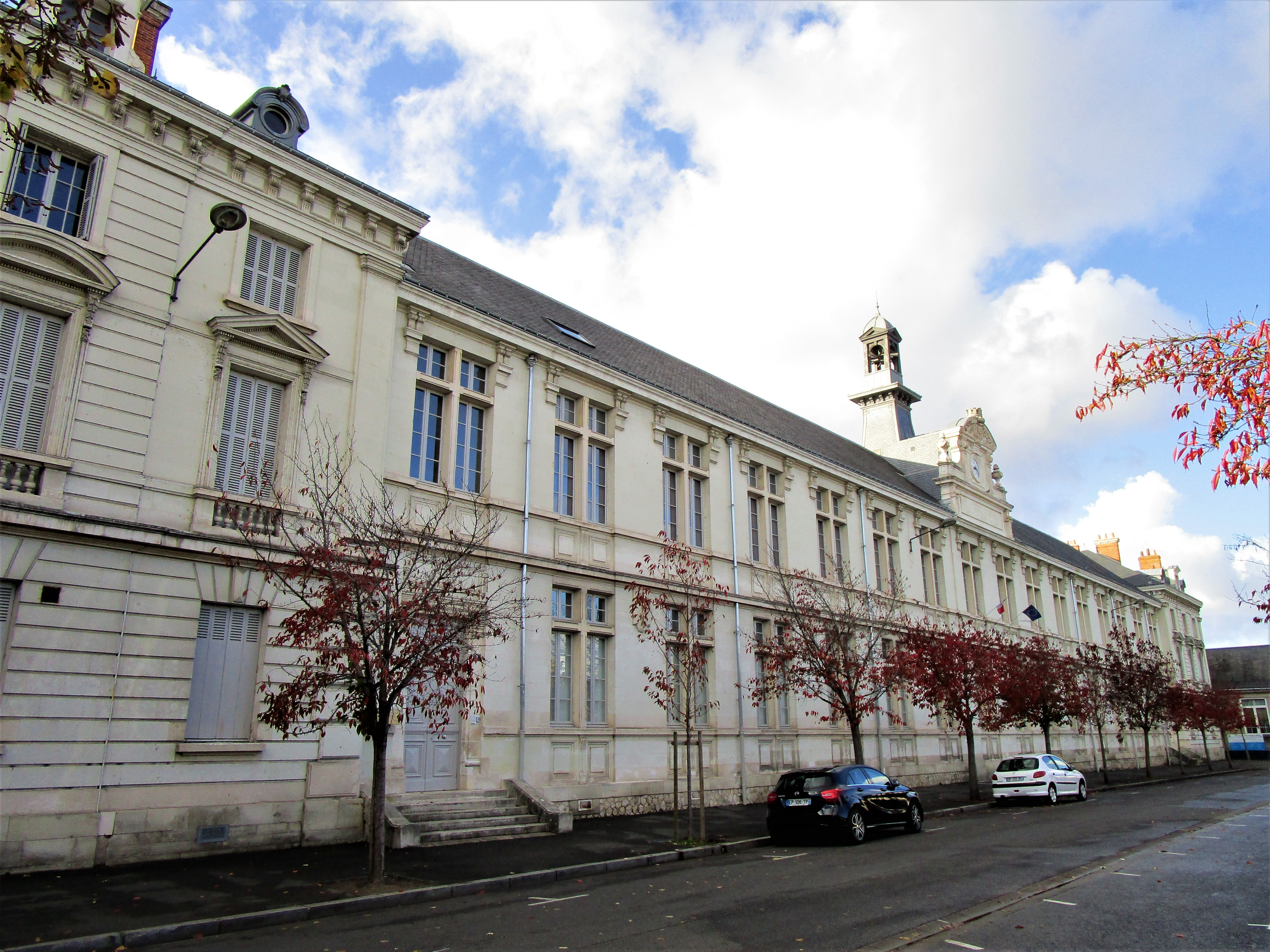
Écoles publiques sur la place Rabelais.

La place Rabelais, qui marque l'entrée Est du quartier, concentre trois écoles publiques baptisées « Rabelais » qui réunissent au total près de mille élèves. L'école maternelle compte en effet 150 enfants en 2016, l'école primaire 300 élèves et le collège plus de 500 adolescents pour une équipe de cinquante agents en 2015, ce qui en fait l'un des complexes scolaires les plus importants de la ville de Tours.

## Université

### Campus Tonnellé

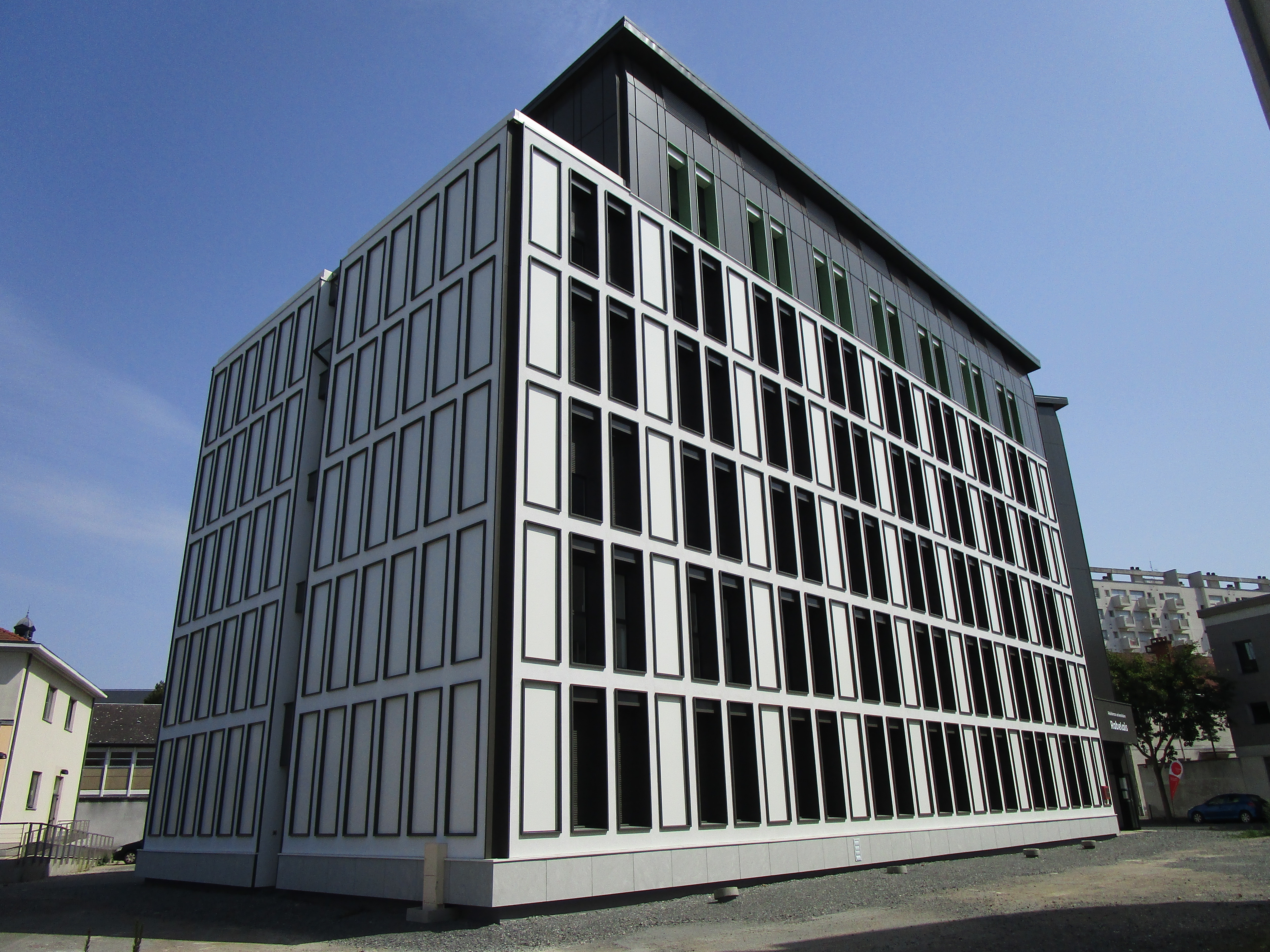
La résidence étudiante Rabelais.

Le campus Tonnellé de l'Université de Tours se situe au même endroit que l'hôpital universitaire Bretonneau, et on y trouve logiquement la faculté de médecine avec un restaurant et une bibliothèque universitaires. Une résidence étudiante d'une centaine de studios est également présente à proximité, sur le boulevard Tonnellé,.

### Campus du Plat d’Étain
Le campus du Plat d’Étain est principalement situé dans le quartier Giraudeau, voisin au sud, mais sa partie nord est incluse dans le quartier Rabelais. Il s'agit de l'espace situé au nord de la rue du plat d’Étain, qui a été développé récemment à la suite de l'abandon de la caserne Chauveau par l'armée en 2009. Le CROUS y détient un restaurant universitaire et la résidence étudiante Rabelais, mise en service en septembre 2017 et contenant 160 studios de 18 m2. En février 2017, une résidence spécialisée pour les personnes formées en alternance a également été inaugurée. Elle peut loger 60 personnes dans 45 logements et a été prévue pour des séjours temporaires,.